# سیریل رامافوسا
سیریل رامافوسا (انگلیسی: Cyril Ramaphosa؛ زادهٔ ۱۷ نوامبر ۱۹۵۲) سیاستمدار و رئیس‌جمهور آفریقای جنوبی است.
وی همچنین برندهٔ جوایزی همچون جایزه اولاف پالمه شده‌است.